# Brug 764
Brug 764 is een civiel kunstwerk in Amsterdam Nieuw-West.
De brug werd in de jaren 1965 en 1966 gelegd over de Osdorpergracht, waarover sinds najaar 2018 vier bruggen liggen. Van oost naar west zijn het de Prinses Amaliabrug, de drukke verkeersbrug in de Meer en Vaart, brug 764 alleen voor voetgangers en brug 755 in de Hoekenes.
Het kunstwerk wordt gedragen door een betonnen paalfundering die door middel van een heimachine op een ponton de grond in werden geslagen. De eerste daarvan was op 8 februari 1965 geplaatst; de brug werd opgeleverd in februari 1966. Daar waar de twee verkeersbruggen brugpijlers nodig hebben en vrij vlak zijn, kennen de twee bruggen voor langzaam verkeer geen pijlers, maar wel een sterkere welving. De ontwerper van de brug is bruggenarchitect Dick Slebos van de Dienst der Publieke Werken zijn. 
De brug vormt de verbinding van de woonwijk Blomwijck (met onder andere Groenpad) met het winkelcentrum Osdorpplein.  
<<< · 700 · 701 · 702 · 703 · 704 · 705 · 706 · 707 · 708 · 709 · 710 · 711 · 712 · 713 · 714 · 715 · 716 · 717 · 718 · 719 · 720 · 721 · 722 · 725 · 726 · 729 · 730-738 · 739 · 740 · 741 · 742 · 743 · 744 · 745 · 746 · 747 · 748 · 749 · 751 · 752 · 753 · 754 · 755 · 756 · 757 · 758 · 759 · 760 · 761 · 762 · 763 · 764 · 765 · 766 · 767 · 768 · 769 · 770 · 771 · 772 · 773 · 775 · 776 · 777 · 778 · 779 · 780 · 781 · 782 · 783 · 784 · 786 · 787 · 788 · 789 · 790 · 791 · 792 · 793 · 794 · 795 · 797 · >>>
Brugnummers  723, 724, 727, 728, 750, 774, 785, 796 (niet gerealiseerde brug over de Slotervaart), 798 en 799 zijn niet vergeven.